# Бранч (Арканзас)
Бранч (англ. Branch) — місто (англ. city) в окрузі Франклін, штат Арканзас, США. Населення — 296 осіб (2020).

## Географія
Бранч розташований на висоті 142 метра над рівнем моря за координатами 35°18′30″ пн. ш. 93°57′19″ зх. д. / 35.30833° пн. ш. 93.95528° зх. д. (35.308303, -93.955370). За даними Бюро перепису населення США в 2010 році місто мало площу 9,23 км², з яких 9,22 км² — суходіл та 0,00 км² — водойми. В 2017 році площа становила 8,08 км², з яких 8,08 км² — суходіл та 0,00 км² — водойми.

## Демографія
Згідно з переписом 2010 року в місті мешкало 367 осіб у 147 домогосподарствах у складі 108 родин. Густота населення становила 40 осіб/км². Було 162 помешкання (18/км²).
Расовий склад населення:
| - 95,9 % — білих - 1,9 % — вихідців з тихоокеанських островів - 0,3 % — азіатів - 1,1 % — осіб інших рас |

До двох чи більше рас належало 0,8 %. Іспаномовні складали 1,6 % від усіх жителів.
За віковим діапазоном населення розподілялося таким чином: 22,3 % — особи молодші 18 років, 59,4 % — особи у віці 18—64 років, 18,3 % — особи у віці 65 років та старші. Медіана віку мешканця становила 43,1 роки. На 100 осіб жіночої статі в місті припадало 105,0 чоловіків; на 100 жінок у віці від 18 років та старших — 100,7 чоловіків також старших 18 років.
Середній дохід на одне домашнє господарство становив 39 065 доларів США (медіана — 28 958), а середній дохід на одну сім'ю — 45 829 доларів (медіана — 32 813). За межею бідності перебувало 22,3 % осіб, у тому числі 26,0 % дітей у віці до 18 років та 13,7 % осіб у віці 65 років та старших.
Цивільне працевлаштоване населення становило 126 осіб. Основні галузі зайнятості: виробництво — 22,2 %, освіта, охорона здоров'я та соціальна допомога — 21,4 %, роздрібна торгівля — 19,8 %.
За даними перепису населення 2000 року в Бранчі мешкало 357 осіб, 106 сімей, налічувалося 141 домашнє господарство і 155 житлових будинків. Середня густота населення становила близько 38,8 осіб на один квадратний кілометр. Расовий склад Бранча за даними перепису розподілився таким чином: 96,08 % білих, 1,68 % — корінних американців, 0,84 % — азіатів, 0,84 % — представників змішаних рас, 0,56 % — інших народностей. Іспаномовні склали 0,56 % від усіх жителів міста.
З 141 домашніх господарств в 31,9 % — виховували дітей віком до 18 років, 63,8 % представляли собою подружні пари, які спільно проживали, в 6,4 % сімей жінки проживали без чоловіків, 24,8 % не мали сімей. 21,3 % від загального числа сімей на момент перепису жили самостійно, при цьому 7,8 % склали самотні літні люди у віці 65 років та старше. Середній розмір домашнього господарства склав 2,53 осіб, а середній розмір родини — 2,92 людей.
Населення міста за віковим діапазоном за даними перепису 2000 року розподілилося таким чином: 24,4 % — жителі молодше 18 років, 7,0 % — між 18 і 24 роками, 29,7 % — від 25 до 44 років, 24,6 % — від 45 до 64 років і 14,3 % — у віці 65 років та старше. Середній вік мешканця склав 37 років. На кожні 100 жінок в Бранчі припадало 108,8 чоловіків, у віці від 18 років та старше — 103,0 чоловіків також старше 18 років.
Середній дохід на одне домашнє господарство в місті склав 29 531 долар США, а середній дохід на одну сім'ю — 33 750 доларів. При цьому чоловіки мали середній дохід в 21 875 доларів США на рік проти 17 266 доларів середньорічного доходу у жінок. Дохід на душу населення в місті склав 15 317 доларів на рік. 6,9 % від усього числа сімей в окрузі і 9,9 % від усієї чисельності населення перебувало на момент перепису населення за межею бідності, при цьому 16,9 % з них були молодші 18 років.